# Austerndieb
Der Austerndieb (Colpomenia peregrina) ist eine Art der Braunalgen, die zur Familie der Scytosiphonaceae gehört.

## Beschreibung
Der Thallus ist olivgrün und füllt sich während der Entwicklung mit Luft, sodass die Alge zu einer blasenartigen Struktur mit einem Durchmesser von meist 3–7 cm heranwächst. Mit zunehmendem Alter erhält die Alge ein runzeliges, faltiges Erscheinungsbild. Der Thallus ist mit Rhizoidfilamenten am Substrat befestigt. Die einjährige Art ist vornehmlich in den Sommermonaten zu finden, denn im Spätherbst sterben die meisten Thalli ab. Vermutlich überleben aber die Rhizoidfilamente und stellen eine Ruhephase dar. Meist wächst die Alge epiphytisch auf anderen Algen oder Schalentieren, nur selten wächst sie direkt auf Felsen.

## Verbreitung
Colpomenia peregrina ist weltweit in den gemäßigten Breiten in der Gezeitenzone zu finden, sie ist aber ursprünglich nur im östlichen Pazifik heimisch. Hier findet man sie an den Küsten Alaskas und Kaliforniens, im Westpazifik an den Küsten Japans, der koreanischen Halbinsel, in Australien und Neuseeland. Seit Anfang des 20. Jahrhunderts breitet sie sich auch im Atlantik aus. Im Nordatlantik kommt sie z. B. an den Westküsten in Skandinavien, Großbritannien, Irland, Dänemark, Niederlande, Spanien und Portugal sowie an der kanadischen Atlantikküste vor. Vermutlich stammt die Art aus dem Pazifik und wurde in den Atlantik eingeschleppt.

## Etymologie
Das Artepithet peregrina (lat. peregrinus = fremd, ausländisch, pilgernd) bezieht sich wahrscheinlich einerseits auf die Einwanderung in den Atlantik und andererseits auf die Fähigkeit, dank ihrer mit Gas gefüllten Thalli größere Strecken zurückzulegen. Den deutschen Namen „Austerndieb“ erhielt die Alge, da sie oftmals epiphytisch auf Austern wächst. Wenn sie dann Gas einlagert, erhält die Alge Auftrieb und wird gelegentlich samt der Auster davongeschwemmt.